# 인헌고등학교
인헌고등학교(仁憲高等學校)는 대한민국 서울특별시 관악구 봉천동에 있는 공립 고등학교이다.

## 학교 연혁
- 1984년 12월 7일 : 인헌고등학교 설립 인가 36학급
- 1985년 3월 1일 : 초대 김재경 교장 취임
- 1985년 3월 2일 : 1985학년도 입학식(11학급)
- 1988년 2월 12일 : 제1회 졸업식(694명)
- 1989년 12월 5일 : 특별교실 2개 증축 및 휴게소 3개 신축
- 1998년 6월 20일 : 학교 강당 신축
- 2002년 6월 24일 : 인헌정보관 준공
- 2007년 8월 30일 : 학생식당 완비(교직원 48석, 학생 400석)
- 2021년 1월 5일 : 제34회 졸업식 (172명, 누계 14,839명)
- 2021년 3월 2일 : 2021학년도 입학식 (7학급 134명)
- 2021년 9월 1일 : 제14대 김현 교장 취임(공모 교장)

## 참고 자료
- 인헌고등학교 - 한국교육학술정보원 학교알리미